# Iosif Rodionovich Apanasenko
Iosif Rodionovich Apanasenko (tiếng Nga: Апана́сенко Ио́сиф Родио́нович; 15 tháng 4 năm 1890 - 5 tháng 8 năm 1943) là một tướng lĩnh Hồng quân Liên Xô, hàm Đại tướng. Ông tử thương trong Trận vòng cung Kursk khi đang trên cương vị Phó tư lệnh Phương diện quân Voronezh.

## Sự nghiệp
Iosif Apanasenko sinh ra ở làng Mitrofanovskoye thuộc quận Novogrigoryevsky của tỉnh Stavropol trong một gia đình nông dân nghèo. Thời niên thiếu, ông từng theo học một trường giáo xứ ba năm.
Ông được gọi nhập ngũ vào quân đội đế quốc Nga năm 1911 và được thăng lên cấp hạ sĩ quan. Mùa thu năm 1914, ông tham gia Thế chiến thứ nhất, phục vụ trong Sư đoàn bộ binh 52 thuộc Quân đoàn Cossack số 3. Do thành tích chiến đấu, ông được trao thưởng 3 Thập tự Thánh George và hai Huân chương Thánh George. Ông được thăng lên bậc sĩ quan và là chỉ huy một đại đội súng máy vào cuối của Thế chiến.
Sau khi chính quyền Nga Xô viết rút khỏi chiến tranh, cuối năm 1917, Apanasenko trở về quê hương và ngay lập tức được bầu làm Chủ tịch Hội đồng và Ủy ban Quân nhân Cách mạng của làng Mitrofanovskoye trong tỉnh Stavropol, và cũng có thể trở thành một chỉ huy phó của độc Cận vệ Đỏ I.P. Ipatov ở làng Pokrovskoye. Tháng 5 năm 1918, ông đã tổ chức một đội du kích, tiến hành các hoạt động quân sự trong Lãnh thổ Stavropol chống lại các lực lượng của quân Bạch vệ. Từ tháng 10 (theo các nguồn khác từ tháng 8) năm 1918, ông trở thành chỉ huy lữ đoàn của Sư đoàn 2 Bộ binh Stavropol. Gia nhập Bolshevik từ năm 1918.
Từ tháng 12 năm 1918, Apanasenko chỉ huy một lữ đoàn trong Sư đoàn 4 Bộ binh của Tập đoàn quân 11, và từ tháng 1 năm 1919 - chỉ huy một lữ đoàn trong Sư đoàn 1 Kỵ binh Stavropol. Từ tháng 3 năm 1919 - chỉ huy sư đoàn kỵ binh thứ sáu của quân đoàn kỵ binh của Budyonny. Đơn vị của ông đã thể hiện là một đơn vị ưu tú trong các trận chiến giành Voronezh, gần Kastorny, Rostov-on-Don, làng Yegorlykskaya, Brody và Lvov. Ông cũng được đề cao bởi lòng dũng cảm, có uy tín lớn trong các binh sĩ Hồng quân.

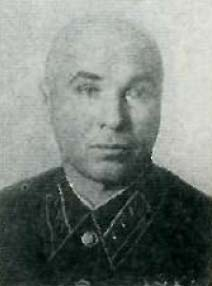
Quân đoàn trưởng Iosif Apanasenko

Mặc dù vậy, ông cũng hai lần bị loại khỏi cương vị chỉ huy. Lần đầu tiên vào ngày 3 tháng 11 năm 1919, khi Apanasenko tự ý dừng bước tiến của sư đoàn kỵ binh thứ 6 và không tuân theo mệnh lệnh của chỉ huy quân đoàn. Ông bị giáng xuống làm chỉ huy lữ đoàn và Semyon Timoshenko được bổ nhiệm vào vị trí chỉ huy sư đoàn. Lần thứ hai vào tháng 8 năm 1920, khi ông được tái bổ nhiệm vào vị trí chỉ huy sư đoàn kỵ binh 6. Trong quá trình chuyển từ Mặt trận Ba Lan sang Mặt trận phía Nam, kỷ luật trong sư đoàn bị duy giảm tồi tệ đến mức chính ủy sư đoàn G.G. Shepelev, người đang cố gắng khôi phục kỷ luật, đã bị giết. Thông qua những nỗ lực của K.E. Voroshilov và S.M. Budyonny, kỷ luật đã được khôi phục. Tuy nhiên, trên cương vị chỉ huy sư đoàn, Apanasenko bị kỷ luật và bị loại khỏi chức vụ chỉ huy sư đoàn.
Sau khi kết thúc Nội chiến, đầu năm 1921, Apanasenko giữ chức vụ chỉ huy đồn trú Stavropol và lãnh đạo cảnh sát tỉnh Stavropol. Ông cũng tốt nghiệp các khóa học quân sự của Bộ Tư lệnh tối cao của Hồng quân (1923); Các khóa học nâng cao cho các chỉ huy cao cấp tại Học viện quân sự Frunze (1928); Học viện quân sự của Hồng quân Frunze (1932).
Ngày 4 tháng 6 năm 1940, Apanasenko là một trong những người đầu tiên được phong quân hàm Thượng tướng của Liên Xô.
Theo lời thuật của N.S. Khrushchev, Apanasenko từng bị thẩm vấn năm 1937 với tư cách là đồng phạm trong âm mưu quân sự của Tukhachevsky, nhưng đã ăn năn và được Stalin tha thứ.
Tháng 1 năm 1941, ông được bổ nhiệm làm Tư lệnh Phương diện quân Viễn Đông, chỉ huy các lực lượng quân đội ở cả Trung Á và Viễn Đông Nga. Ngày 22 tháng 2 năm 1941, ông được phong quân hàm Đại tướng. Trong thời gian chỉ huy Phương diện quân Viễn Đông, ông đã làm rất nhiều để tăng cường khả năng phòng thủ của vùng Viễn Đông Liên Xô..
Tháng 6 năm 1943, Apanasenko, sau nhiều yêu cầu được gửi đến mặt trận, được bổ nhiệm làm phó tư lệnh Phương diện quân Voronezh. Ông thường xuyên đến các đơn vị và đi đầu, dẫn đầu các đơn vị trong trận chiến. Trong các trận chiến gần Belgorod vào ngày 5 tháng 8 năm 1943, ông bị tử thương trong một cuộc không kích.
Ông được chôn cất tại Belgorod trên Quảng trường Cách mạng (Nhà thờ lớn). Theo Khrushchev, đám tang của Apanasenko được tổ chức ngay trên chiến trường xe tăng tại Prokhorovka. Sau đó, tro cốt của ông được cải táng theo ý nguey65n của ông, với sự hiện diện của gia đình và bạn bè về Stavropol.

## Huân chương

Đài tưởng niệm Đại tướng Apanasenko tại Quảng trường Station ở Belgorod.

- Huân chương Thập tự Tháng George (3 lần, Đế quốc Nga)
- Huân chương Lenin
- Huân chương Cờ đỏ

## Lược sử quân hàm
- Quân đoàn trưởng (комкор, 1935)
- Tư lệnh Tập đoàn quân bậc 2 (командарм 2-го ранга, 1939)
- Thượng tướng (генерал-полковник, 1940)
- Đại tướng (генерал армии, 1941)